# Maria Bakalova
Maria Valcheva Bakalova (født 4. juni 1996) er en bulgarsk skuespillerinde. Hun fik international anerkendelse for sin rolle som Tutar Sagdiyev i mockumentaryen Borat Subsequent Moviefilm.
For sin præstation i filmen vandt hun Critics' Choice Movie Award for Bedste kvindelige birolle
og blev nomineret til en Oscar, en BAFTA, en Golden Globe og en SAG Award.

## Liv og karriere
Bakalova blev født i Burgas. Hun begyndte at tage sanglektioner og spille fløjte da hun var omkring 6 år.
Bakalova studerede dramateater ved National School of Arts i Burgas. Hun tog hovedfaget drama ved Krastyo Sarafov National Academy for Theatre and Film Arts i Sofia og dimitterede i 2019.
Bakalova fik rollen som Tutar Sagdiyev i Borat Subsequent Moviefilm, datter af den fiktive kasakhiske reporter Borat Sagdiyev. Kritikere har rost Bakalovas præstation, hvoraf nogle anfører det som et af årets bedste.
For sin præstation modtog den 24-årige Bakalova flere priser, hun vandt en Critics' Choice Movie Award for Bedste kvindelige birolle. Hun var også nomineret for bedste kvindelige birolle ved Oscaruddelingen, BAFTA Awards Screen Actor Guild Awards. Hun var den første bulgarske skuespillerinde til at være nomineret til disse priser.
I november 2020 blev det rapporteret, at Bakalova havde underskrevet en aftale med Creative Artists Agency.
Hun spiller med i Judd Apatows nye komediefilm The Bubble om en gruppe skuespillere, der prøver at færdiggøre en film under pandemien.
I april 2021 blev det annonceret at hun var blevet casted til A24s slasherfilm Bodies, Bodies, Bodies.